# 作山宗久
作山 宗久（さくやま むねひさ、1933年(昭和8年) - ）は、日本の実業家、記録管理者。
1956年東北大学法学部卒。米国の認定記録管理者協議会による認定で認定記録管理者となる。千代田化工建設審議役。宇野収とともにサムエル・ウルマンの詩を紹介した。

## 著書
- 『文書のライフサイクル』法政大学出版局、1995
- 『プレゼンテーションの技法 ブラッシュアップ』ティビーエス・ブリタニカ、1998

### 共著
- 『「青春」という名の詩 幻の詩人サムエル・ウルマン』宇野収共著 産業能率大学出版部、1986 『サムエル・ウルマンの「青春」という名の詩』三笠書房知的生きかた文庫
- 『文書管理と法務 アカウンタビリティへの対応』抜山勇共著 ぎょうせい、1997

### 翻訳
- ウイリアム・ベネドン『記録管理システム』勁草書房、1988
- 『青春とは、心の若さである。 サムエル・ウルマン「詩と書翰」』ティビーエス・ブリタリカ、1989　のち角川文庫
- 国際レコード・マネジメント協会編著 記録管理学会編『IRMCレコード・マネジメント用語集』記録管理学会、1990
- マーガレット・E.アームブレスター『サムエル・ウルマンの生涯とその遺産 「青春」の詩』産能大学出版部、1993

## 参考
- 『現代日本人名録』2002年